# Katsura Bunraku VIII.

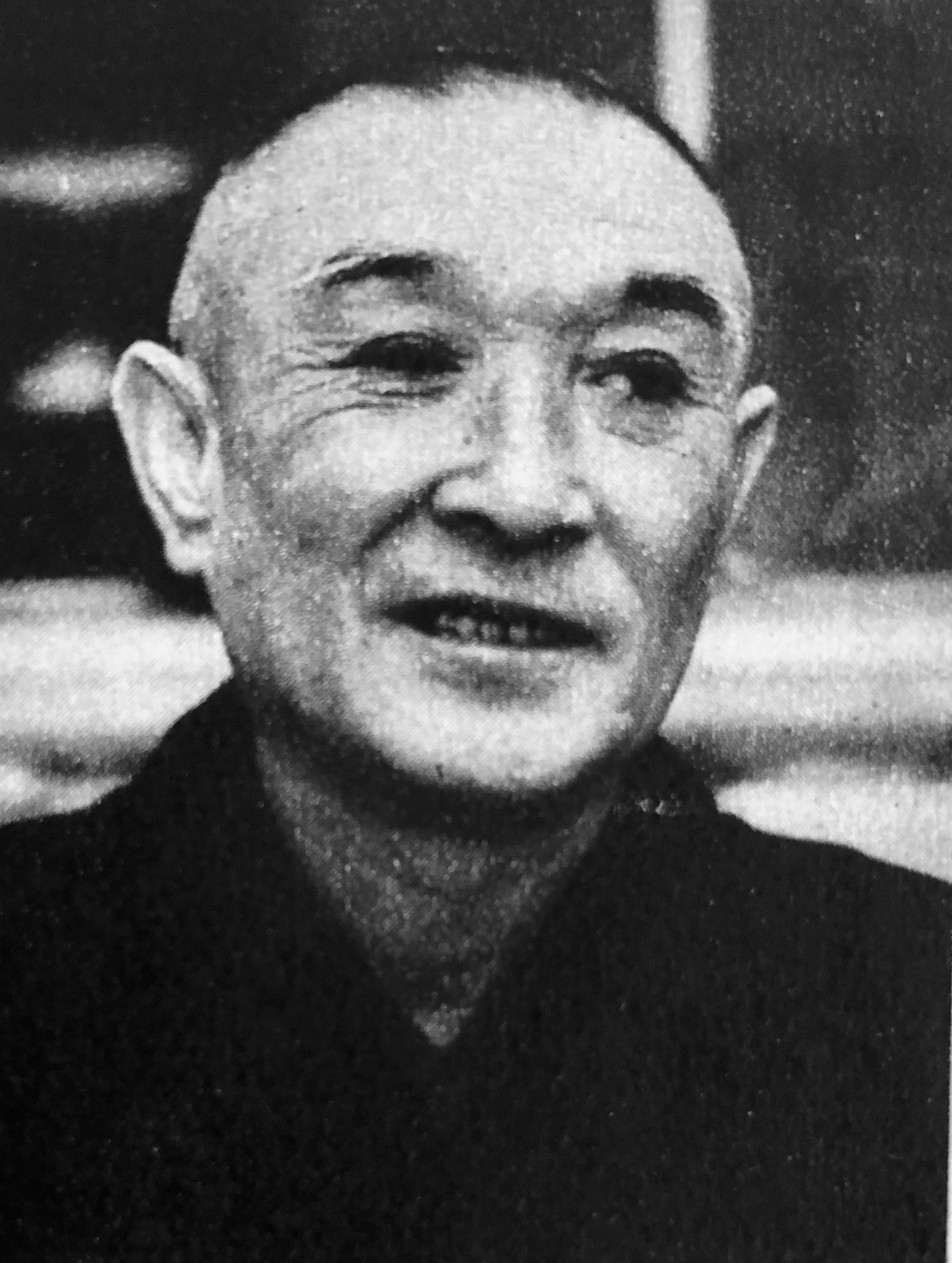
Katsura Bunraku VIII.

Katsura Bunraku VIII. (japanisch 桂文楽８代; geboren 3. November 1892 in Goshogawara (Präfektur Aomori); gestorben 12. Dezember 1971 in Tokio) war ein japanischer Rakugo-Sprecher.

## Leben und Wirken
Katsura Bunraku VIII. kam mit der Versetzung seines Vaters, der Steuerberater war, nach Tokio. Schon als Kind redete er gern und wurde als „immer sprechender Junge“ (おしゃべり小僧, Oshaberi kozō) bezeichnet. Als sein Vater erkrankte und starb, brach er die Grundschule im 3. Jahr ab und nahm eine Arbeit bei dem Pfefferminzgroßhändler „Tazeiya“ (多勢屋) in Yokohama an. Nach einer Weile stieg er aus und arbeitete in einem Taschengeschäft, bei einem Spielzeuggroßhändler und in einer Färberei.
1908 begann Katsura, vermittelt von seinem Stiefvater, eine Ausbildung unter Katsura Konan I. (初代 桂 小南) und nannte sich selbst „Katsura Komushiro“ (桂 小莚). Daneben ließ er sich von Sanyūtei Emba III. (3代目 三遊亭円馬; 1882–1945), der in der Nachbarschaft lebte, anleiten, um seine Fähigkeiten als Rakugo-Geschichtenerzähler zu verbessern. Als Konan (小南), ein Lehrer, der 1911 den Sanyū-Zweig gründet hatte, aber nicht mehr auftrat und die Rakugo-Welt von Tokio verließ, nahm er an einer Tournee einer Truppe teil, die von dem Geschichtenerzähler Koganei Rushū (小金井 芦洲; 1873–1925) geleitet wurde.
Nachdem Koganei Rushū verstorben war und die Truppe sich aufgelöst hatte, zog Katsura nach Nagoya, Kyoto, Kobe und in die Mandschurei. Nach seiner Rückkehr nach Tokio im Jahr 1916 bildete er sich Okinaya Samba VII. (Kantsura Bunji VIII.) weiter und nannte sich Okinaya Sansei (翁家さん生). 1917 schloss er sich der Vereinigung „Rakugo Mutsumikai“ (落語睦会) an und wechselte zu Ryūtei Saraku V. (5代目 柳亭左楽; 1872–1953) und wurde nun um 1920 ziemlich bekannt. Zu dieser Zeit nannte er sich zunächst Bunraku VI., dann aber Bunraku VIII., weil er die „8“ „als sich ausbreitend und glückverheißend“ empfand. 1938 wurde Katsura Mitglied der „Rakugo Kyōkai“ (落語協会). 
Auch im Radio trat Katsura schon früh auf und wurde ab 1953 exklusiver Mitarbeiter von „Radio Tokyo“. Seine besten Texte waren „Shirōto unagi“ (素人鰻) – „Amateur-Aal“, „Tomihisa“ (富久), – „Akekarasu“ (明烏) – „Krähenruf am Morge“, „Nedoko“ (寝床) – „Schlafstelle“, „Rinki no hi no tama“ (悋気の火の玉) – „Feuerball der Eifersucht“, „Funatoku“ (船徳), „Umaya kaji“ (厩火事) – „Feuer im Pferdestall“ und „Daibuts mochi“ (大仏餅) – „Reisklöße des Großen Buddha“. Zusammen mit Kokontei Shinshō (古今亭 志ん生; 1890–1973)  und Sanyutei Ensho VI. (三遊亭円生, 1900–1979) gehörte er mit seiner genauen Erzählkunst zu den „Meistern der Shōwa-Zeit“ (昭和の名人, Shōwa no meijin). 1954 erhielt Katsura für „Amateur-Aal“ den „Arts Festival Award“ (芸術祭賞, Geijutsusai-shō).
1955 wurde Katsura Präsident der Rakugo Kyōkai. 1957 übergab er den Vorsitz an seinen besten Freund Shinshō, wurde aber 1958 anstelle von Shinshō, der an einer Hirnblutung erkrankt war, wieder zum Vorsitzenden ernannt und wirkte in dieser Position bis 1965. Während dieser Zeit erhielt er 1961 als erster Rakugo-Geschichtenerzähler vom Staat die Ehrenmedaille. 1966 wurde er mit dem Orden des Heiligen Schatzes ausgezeichnet. Während des 42. Treffen der Rakugo-Studiengruppe 1971 verließ er, während er „Daibutsu mochi“ rezitierte und dabei einen Fehler machte, die Bühne mit den Worten „Ich werde wieder studieren“ und trat seitdem nicht mehr auf.
Zu Katsura Schülern gehörten Mimasuya Kokatsu VI., Enzo Tachibanaya VII., Katsura Bunraku IX., Saraku Ryuutei VI. Yanagiya Koman III. und Yanagiya Ko V. Es gibt eine Autobiographie „Abara Kabesson“ (あばらかべっそん). Katsura lebte in Tokio im Stadtteil Kuromon-chō (黒門町), so dass man ihn „Meister von Kuromon-chō“ (黒門町の師匠; Kuromon-chō shishō) oder einfach „Kuromon-chō“ nannte.